# Yukinori Miyabe
Pour les articles homonymes, voir Miyabe.
Yukinori Miyabe (宮部 行範, Miyabe Yukinori), né le 18 juillet 1968 à Tokyo, et mort dans cette ville le 7 mars 2017, est un patineur de vitesse japonais.

## Carrière
Aux Jeux olympiques d'hiver de 1992 disputés à Albertville, Yukinori Miyabe a obtenu la médaille de bronze du 1 000 mètres, il se classe ensuite quatrième des Championnats du monde de sprint à Oslo.

## Vie privée
Son frère Yasunori a également pratiqué le patinage de vitesse à haut niveau.

## Palmarès
- Jeux olympiques d'hiver
  -  Médaille de bronze aux Jeux d'Albertville 1992 sur 1 000 mètres

- Coupe du monde
  - Vainqueur du 1 000 m en 1994-1995
  - 4 victoires.